# Lyncina
Lyncina Troschel, 1863 è un genere di molluschi gasteropodi appartenente alla famiglia delle Cipreidi.

## Tassonomia
Il genere comprende le seguenti specie viventi:
- Lyncina aliceae Lum, 2013
- Lyncina camelopardalis (Perry, 1811)
- Lyncina carneola (Linnaeus, 1758)
- Lyncina kuroharai (Kuroda & Habe, 1961)
- Lyncina leviathanSchilder & Schilder, 1937
- Lyncina lynx (Linnaeus, 1758)
- Lyncina propinqua (Garrett, 1879)
- Lyncina schilderorum Iredale, 1939
- Lyncina sulcidentata (Gray, 1824)
- Lyncina ventriculus (Lamarck, 1810)
- Lyncina vitellus (Linnaeus, 1758)

Sono note anche le seguenti specie fossili:
- Lyncina amygdalina (Grateloup, 1846) †
- Lyncina aquitanica Schilder, 1927 †
- Lyncina cingulata Dolin & Lozouet, 2004 †
- Lyncina eristicos Dolin & Lozouet, 2004 †
- Lyncina imperialis Dolin & Lozouet, 2004 †
- Lyncina maestratii Dolin & Lozouet, 2004 †
- Lyncina magnifica Dolin & Lozouet, 2004 †
- Lyncina miopropinqua Dolin & Lozouet, 2004 †
- Lyncina peyroti (Schilder, 1932) †
- Lyncina ponderosa Dolin & Lozouet, 2004 †
- Lyncina praemiocaenica (Venzo, 1937) †
- Lyncina prevostina (Grateloup, 1847) †
- Lyncina testicula Dolin & Lozouet, 2004 †
- Lyncina titaniana Dolin & Lozouet, 2004 †
- Lyncina tumida (Grateloup, 1834) †